# Friedhelm König
Friedhelm König (* 2. Mai 1931 in Wuppertal; † 20. März 2020 in Frankenberg (Eder)) war ein deutscher Berufsschullehrer und Autor evangelistischer Literatur. 

## Leben
Friedhelm König entstammte einer Kaufmannsfamilie. Nach dem Abitur studierte er Volkswirtschaft in Marburg und Wirtschaftspädagogik in Köln; kaufmännische Erfahrungen sammelte er im elterlichen Betrieb und in London. 1954 legte er sein erstes Staatsexamen als Diplom-Handelslehrer ab, nach dem Referendariat in Wuppertal auch sein zweites Staatsexamen. Ab 1955 unterrichtete er an der neu gegründeten zweijährigen Handelsschule der Kreisberufsschule in Frankenberg (Eder). 1965 wurde er Leiter der kaufmännischen Abteilung der Schule, 1969 stellvertretender Schulleiter, 1971 Studiendirektor und 1984 Oberstudiendirektor. Im selben Jahr gehörte er zu den Begründern der Fachschule für Umweltschutztechnik (heute Hans-Viessmann-Schule) in Frankenberg. Seit 1967 war er außerdem am Studienseminar Marburg in der Referendarausbildung tätig.
Daneben verfasste König mehrere evangelistische Werke. Sein Erstlingswerk Du bist gemeint erschien 1967, erfuhr mehrere Auflagen und wurde ins Spanische, Niederländische und Ungarische übersetzt. Auch die nachfolgenden Bücher Das ist ganz sicher, Sind Sie wirklich informiert? und … der uns den Sieg gibt wurden mehrfach aufgelegt und unter anderem ins Serbokroatische, Englische und Italienische übersetzt.
König gehörte dem „geschlossenen“ Flügel der Brüderbewegung an.

## Werke (Auswahl)
- 1967 Du bist gemeint. Botschaften für unsere Zeit
- 1968 Das ist ganz sicher
- 1972 Sind Sie wirklich informiert?
- 1973 Vorsicht, Rechenfehler!
- 1977 … der uns den Sieg gibt
- 1980 Kein Öl?
- 1983 Da ist kein Unterschied
- 1989 Erhebt das Panier!
- 1993 Die verschwiegene Wahrheit. The Point of No Return
- 2007 Anders als gedacht. Denkanstöße in Kurzgeschichten